# Michael Landes
Michael Landes (New York, 18 settembre 1972) è un attore statunitense.

## Biografia
Landes nacque nel Bronx a New York, figlio di Patricia, una progettista di arredamenti e di Bernard Landes, un consulente di marketing. Ha sposato l'attrice Wendy Benson il 21 ottobre 2000, dalla quale ha avuto due figli, Mimi Landes e Dominic Landes.

## Filmografia

### Cinema
- Party di capodanno (When the Party's Over), regia di Matthew Irmas  (1992)
- Il sogno di Frankie (Dream for an Insomniac), regia di Tiffanie DeBartolo (1996)
- Edie & Pen, regia di Matthew Irmas (1996)
- Getting Personal, regia di Ron Burrus (1998)
- Sotto corte marziale (Hart's War), regia di Gregory Hoblit (2002)
- Final Destination 2, regia di David R. Ellis (2003)
- Beacon Hill, regia di Michael Connolly e John Stimpson (2004)
- I segreti per farla innamorare (Lucky 13), regia di Chris Hall (2005)
- La terrazza sul lago  (Lakeview Terrace), regia di Neil LaBute (2008)
- Possession, regia di Joel Bergvall e Simon Sandquist (2009)
- The Last Days of Lehman Brothers, regia di Michael Samuels (2009)
- Rimbalzi d'amore (Just Wright), regia di Sanaa Hamri (2010)
- 11-11-11, regia di Darren Lynn Bousman (2011)
- The Congress, regia di Ari Folman (2013)
- Best Man Down, regia di Ted Koland (2013)
- Gold - La grande truffa (Gold), regia di Stephen Gaghan (2016)
- La fratellanza (Shot Caller), regia di Ric Roman Waugh (2017)
- Attacco al potere 3 - Angel Has Fallen (Angel Has Fallen), regia di Ric Roman Waugh (2019)
- Nella tana dei lupi 2 - Pantera (Den of Thieves 2: Pantera), regia di Christian Gudegast (2025)

### Televisione
- Blue Jeans (The Wonder Years) – serie TV, 7 episodi (1988-1991)
- In famiglia e con gli amici (Thirtysomething) – serie TV, 1 episodio (1989)
- Willy, il principe di Bel Air (The Fresh Prince of Bel-Air) – serie TV, 4 episodi (1990-1991)
- Blossom - Le avventure di una teenager (Blossom) – serie TV, 1 episodio (1991)
- Un raggio di luna per Dorothy Jane (The Torkelsons) – serie TV, 6 episodi (1991-1992)
- Una bionda per papà (Step by Step) – serie TV, 1 episodio (1992)
- CBS Schoolbreak Special – serie TV, 2 episodi (1992)
- Lois & Clark - Le nuove avventure di Superman (Lois & Clark: The New Adventures of Superman) – serie TV, 21 episodi (1993-1994)
- Robin's Hoods  – serie TV, 1 episodio (1994)
- Courthouse – serie TV, 1 episodio (1995)
- Too Something – serie TV, 7 episodi (1996)
- The Drew Carey Show – serie TV, 1 episodio (1996)
- Titanic - Una storia d'amore (No Greater Love), regia di Richard T. Heffron – film TV (1996)
- Rescuers: Stories of Courage: Two Women , regia di Peter Bogdanovich – film TV (1997)
- Union Square – serie TV (1997)
- Providence – serie TV, 2 episodi (1999)
- Get Real – serie TV, 1 episodio (2000)
- Max Knight: Ultra Spy, regia di Colin Budds – film TV (2000)
- Special Unit 2 – serie TV, 19 episodi (2001-2002)
- A Carol Christmas, regia di Matthew Irmas – film TV (2003)
- Americana, regia di David Schwimmer – film TV (2004)
- CSI - Scena del crimine (CSI: Crime Scene Investigation) – serie TV, 1 episodio (2004)
- Miss Marple (Agatha Christie's Marple) – serie TV, episodio 1x03 (2004)
- Peep Show, regia di Andy Ackerman – film TV (2005)
- CSI: Miami – serie TV, 1 episodio (2005)
- Love Soup – serie TV, 7 episodi (2005)
- Let Go, regia di Bonnie Hunt – film TV (2006)
- Ghost Whisperer - Presenze (Ghost Whisperer) – serie TV, 2 episodi (2006)
- The Wedding Bells – serie TV, 4 episodi (2007)
- Material Girl – serie TV, 6 episodi (2010)
- Le avventure di Hooten & the Lady (Hooten & the Lady) – serie TV, 8 episodi (2016)
- Cruel Summer – serie TV, 10 episodi (2021)
- S.W.A.T. – serie TV, episodio 8x03 (2024)
- Lockerbie - Attentato sul volo Pan Am 103 (Lockerbie: A Search For Truth), regia di Otto Bathurst e Jim Loach – miniserie TV, puntata 4 (2025)
- Piccoli brividi (Goosebumps) – serie TV, episodi 2x07-2x08 (2025)

## Doppiatori italiani
Nelle versioni in italiano delle opere in cui ha recitato, Michael Landes è stato doppiato da:
- Francesco Bulckaen in Special Unit 2, Miss Marple
- Riccardo Rossi in Le avventure di Hooten & the Lady, Non fidarti della stronza dell'interno 23
- Massimo De Ambrosis in Final Destination 2, Attacco al potere 3 - Angel Has Fallen
- Giorgio Milana in L'esperienza americana
- Sergio Luzi in Lois & Clark - Le nuove avventure di Superman
- Giuseppe Calvetti in Getting Personal
- Nino D'Agata in CSI: Miami
- Mauro Gravina in CSI - Scena del crimine
- Alessandro Rigotti ne I segreti per farla innamorare
- Alessandro Quarta in Ghost Whisperer - Presenze
- Daniele Raffaeli in Possession
- Alessio Cigliano in Rimbalzi d'amore
- Francesco Pezzulli in Lockerbie - Attentato sul volo Pan Am 103